# Carlos Pinto Coelho
Carlos Nuno de Abreu Pinto Coelho ComIH (Lisboa, Santa Isabel, 18 de Abril de 1944 – Lisboa, 15 de Dezembro de 2010) foi um jornalista português. Além da sua carreira jornalística, também se aventurou na fotografia e literatura. Lecionou jornalismo durante dois anos no Instituto Politécnico de Tomar.

## Biografia
Nascido em Lisboa, filho do juiz José Augusto de Vasconcelos Pinto Coelho e de sua mulher a jornalista e escritora Sarah Augusta de Lima e Abreu, foi com a família para Moçambique, em 1945. Era primo em 6.º grau do activista de extrema-direita e, secretário-geral do PNR, José Pinto Coelho, do irmão deste, o cartonista Luís Pinto Coelho e, da jornalista e pivô da SIC Notícias Sofia Pinto Coelho, prima direita dos dois últimos.
Em 1963 regressou a Portugal, para frequentar a Faculdade de Direito da Universidade de Lisboa. A poucas cadeiras de terminar o curso, revoltado com uma reprovação em Direito das Sucessões, que considerou ser injusta, abandonou os estudos e ingressou no Diário de Notícias, como repórter, em 1968. Em 1972 é mobilizado para a Guerra do Ultramar, em Moçambique, como alferes miliciano do Exército. Regressa ao Diário de Notícias em 1973, saindo em Abril de 1975, durante a tumultuosa direcção de Luís de Barros e José Saramago. Pouco depois estava entre os fundadores do diário Jornal Novo, dirigido por Artur Portela Filho. Até 1977 foi redactor da Agência de Notícias A.N.I., correspondente em Portugal da rádio Deutsche Welle e redactor da revista Vida Mundial, dirigida por Natália Correia.
Em 1982 assume a direcção executiva da revista Mais. Iniciou entretanto a sua colaboração com a Radiotelevisão Portuguesa, onde foi director-adjunto de Informação (1977), chefe de redacção do Informação/2 (1978), director de programas (1986-1989) e director de Cooperação e Relações Internacionais (1989-1991). Na rádio foi locutor das estações TSF, Rádio Comercial, Antena 1 e Teledifusão de Macau, notabilizando-se com a apresentação do magazine Acontece, entre 1994 e 2003.
Foi conferencista no Instituto de Altos Estudos Militares (1988-1992) e professor de Jornalismo, na Escola Superior de Tecnologia do Instituto Politécnico de Tomar (2003-2005). Entre os restantes cargos que exerceu, contam-se os de membro do Conselho de Administração da Europa TV (1986-1987), coordenador dos Encontros de Televisões de Língua Portuguesa (1989-1992), presidente dos Comités Est-Ouest (1990) e Nord-Sud (1991) da Université Radiophonique èt Télévisuelle Internationale, representante da RTP nos Comités de Informação e de Programas da União Europeia de Radiodifusão, da União das Rádios e Televisões Nacionais de África e da Organização das Televisões Iberoamericanas (1977-1992), representante do Ministério da Cultura na Reunião de Televisões Ibéricas (2005), júri dos Prémios Emmy de Jornalismo de Investigação (1984), e dos Festivais de Cinema de Troia (1986), do Fantasporto (1986), do Cinanima (1996) e do ICAM (2006).
Carlos Pinto Coelho era Comendador da Ordem do Infante D. Henrique (9 de Junho de 2000) e Oficial da Ordem das Artes e das Letras de França (2009). Recebeu o Prémio Bordalo, na categoria de Televisão, pela Casa da Imprensa (1995), o Grande Prémio Gazeta, do Clube dos Jornalistas (1997), e o Prémio Carreira Manuel Pinto de Azevedo Jr., d' O Primeiro de Janeiro (2002).
Vitimou-o um ataque cardíaco, em 15 de Dezembro de 2010. Tinha-se deslocado ao princípio da tarde desse dia ao Quartel do Carmo, em Lisboa, onde deveria entrevistar o general Almeida Bruno para a série de programas Conversa Maior que preparava para a RTP Memória quando se sentiu indisposto e foi conduzido ao Hospital de São José, onde lhe foi diagnosticada uma ruptura numa artéria. Transferido para o Hospital de Santa Marta, veio a falecer algumas horas depois, durante a intervenção cirúrgica a que foi submetido.
Casou primeira vez com Maria Otília Marques Bacelar (Gabela, Angola, 22 de Junho de 1940), de quem se divorciou e de quem teve duas filhas: Ana Cecília Bacelar de Abreu Pinto Coelho (Lisboa, Alvalade, 9 de Janeiro de 1968), com duas filhas de Fernando José Dias de Carvalho Belo (4 de Agosto de 1964), filho de Domingos Pires Belo e de sua mulher Maria Helena Dias de Carvalho Belo (Sara Pinto Coelho de Carvalho Belo, nascida em Lisboa, São Sebastião da Pedreira, a 21 de Fevereiro de 1992 e Ana Catarina Vasconcelos Bacelar de Carvalho Belo, nascida em Lisboa, São Sebastião da Pedreira, a 12 de Outubro de 1995); e Isabel Filipa Bacelar de Vasconcelos Pinto Coelho (Lisboa, Alvalade, 10 de Agosto de 1970).
Casou segunda vez com Maria Luísa Ribeiro Manteigas (Pedrógão Grande, 17 de Outubro de 1951), de quem se divorciou e teve duas filhas: Bárbara João Ribeiro Pinto Coelho (Lisboa, Alvalade, 15 de Outubro de 1975) e Joana Rute Ribeiro Pinto Coelho (Lisboa, Alvalade, 15 de Agosto de 1987).
Casou terceira vez com Maria Clara Jardim de Barros (Lisboa, São Cristóvão e São Lourenço, 26 de Janeiro de 1947), de quem não teve descendência.

## Programas televisivos
RTP
- Telejornal - 1977
- Informação/2 - 1978
- Fim de Semana - 1979/1980
- Já Agora - 1982
- Em Português nos Entendemos - 1990/1991 (Com a TV Cultura de São Paulo, Brasil)
- Acontece - 1994/2003[1]
- Operação Especial - 2008/2009
- Conversa Maior - 2010

## Livros publicados
- A Meu Ver (Pégaso, 1992)
- Do Tamanho do Mundo (co-autoria – Ataegina, 1998)
- De Tanto Olhar (Campo das Letras, 2002)
- A Meu Ver (2.ª edição corrigida e aumentada – ASA, 2006)
- Assim Acontece - 30 Entrevistas Sobre Tudo… E o Resto (Texto Editores, 2007).